# 알레인 빌리에트

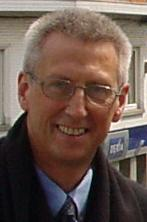

알레인 빌리에트(Alain Billiet, 1951년-)는 벨기에의 세계유산인 브루헤에서 태어난 디자이너로서 유로화의 기호(€)를 고안한 사람이었다.
기호는 유럽위원회의 1996년 더블린 정상회담에서 제안된 것으로서 그는 유럽연합이 추진하던 유로화 기호 외에도 8개 프로젝트의 디자인에 참여한 사람이기도 하다.
그러나 기호에 대해서는 그 연원이 무엇인지에 대해서 논란이 있다고 주장하는 사람들이 더러 있다. 아서 아이젠멘저가 연구한 자료에 기초해 만들어졌다는 주장이 있다. 그는 자신이 유럽연합의 디자이너로 일했을 시 이미 디자인을 갖고 있었다고 주장하면서 일레인의 안이 확정된 것에 대해 이의를 제기했다.